# Sidi Kada
Sidi Kada (em árabe: سيدي قادة) é uma cidade e comuna localizada na província de Mascara, Argélia. Segundo o censo de 2008, a população total da cidade era de 20 614 habitantes.